# Amarildo
Amarildo Tavares da Silveira (Campos dos Goytacazes, Río de Janeiro, 29 de julio de 1939) es un exfutbolista brasileño. Fue un delantero que sustituyó a Pelé en la Copa Mundial de Fútbol de 1962 y en la que se convirtió en una de las grandes estrellas de dicho mundial, donde Brasil a pesar de la ausencia de Pelé se proclamó campeón del mundo.

## Trayectoria
Amarildo nació 29 de julio de 1939 en Campos dos Goytacazes, estado de Río de Janeiro.
Comenzó jugando en el Goytacaz, de donde fue fichado por el Flamengo, donde no destacaría y sería traspasado al Botafogo, donde si brilló lo suficiente para ser convocado con la selección para ir a jugar al Mundial de Chile de 1962. A este campeonato iba como suplente de Pelé, lo que le dejaba mínimas oportunidades para jugar. Pero en un entrenamiento Pelé recayó de una lesión muscular que se había producido en el encuentro ante Checoslovaquia y acabó por no jugar más en ese torneo, lo que le dio la oportunidad al joven Amarildo. Su debut frente a España no pudo ser más afortunado pues con sus dos goles remonta el partido que acaba 2-1 y da la clasificación a Brasil para la siguiente fase. En la final también es el que consigue romper el cerrojo checo y marca el primer gol en la final. Tras el Mundial ficha por el AC Milan donde gana una Copa Italia, y milita también en la Fiorentina, donde gana el Scudetto y en la AS Roma. Tras ello regresa a Brasil para retirarse en el Vasco de Gama.

## Palmarés

### Torneos regionales
| Título               | Club     | Estado                     | Año  |
| -------------------- | -------- | -------------------------- | ---- |
| Campeonato Carioca   | Botafogo | Río de Janeiro             | 1961 |
| Campeonato Carioca   | Botafogo | Río de Janeiro             | 1962 |
| Torneo Río-São Paulo | Botafogo | Río de Janeiro / São Paulo | 1962 |

### Torneos nacionales
| Título                       | Club                      | País   | Año  |
| ---------------------------- | ------------------------- | ------ | ---- |
| Torneo Roberto Gomes Pedrosa | Botafogo                  | Brasil | 1962 |
| Copa Italia                  | Associazione Calcio Milan | Italia | 1967 |
| Serie A                      | ACF Fiorentina            | Italia | 1969 |
| Campeonato Brasileño         | Vasco da Gama             | Brasil | 1974 |

### Torneos internacionales
| Título                 | Equipo | Sede  | Año  |
| ---------------------- | ------ | ----- | ---- |
| Copa Mundial de Fútbol | Brasil | Chile | 1962 |